# 世にも奇妙な物語 SMAPの特別編
『世にも奇妙な物語 SMAPの特別編』（よにもきみょうなものがたり スマップのとくべつへん）は、2001年1月1日（月・祝）21:00 - 23:30に放送されたオムニバスドラマ。全5話で、番組で唯一すべての作品にSMAPのメンバーが起用されている。2008年4月28日に「ドラマレジェンドスペシャル」として再放送が行われ、視聴率18.3%を記録している。本作を収録したビデオ版とDVD版もある。

## ストーリーテラー

### キャスト
- タモリ
- SMAP
  - 香取慎吾
  - 草彅剛
  - 木村拓哉
  - 稲垣吾郎
  - 中居正広
- 久野秀隆

### スタッフ
- 構成：中村樹基
- 演出：星護

## エキストラ
一郎（香取）がバイトの求人誌を見ていると、「エキストラ募集！」の広告を見つける。早速面接に向かうと即採用となり、台本が渡された。しかし、いつまで経っても撮影の連絡が来ない。見ると、町行く人全てに台本が握られていて、各々の決められた役割のみを忠実に果たしていたのだ。困惑する主人公だったが、そんな折、エキストラ歴30年以上の清掃員の徳田（河原）と親しくなる。彼には美しい娘のはる香（矢田）がいたが、彼曰く、「娘は台本に書いてある以外の事は全く喋らない」のだと言う。ある日、「ずっとエキストラだった俺にも、ついに主役になれる、最初で最後の大舞台が来た」と言う。

### キャスト
- 只野一郎 - 香取慎吾
- はる香 - 矢田亜希子
- 面接官 - 陰山泰
- コートの男 - 岡田義徳
- 精神科医 - 佐藤誓
- 浮浪者 - 田中要次
- さや香 - 宮下今日子
- 野次馬 - 宮崎吐夢、田村たがめ
- 会社員 - 林光樹、斎藤あきら
- ダイナーの客 - 窪園純一、安藤整治、日高哲也、新堀真澄
- 男 - 翁和輝、平野靖幸
- ウェイトレス - 高山麻美
- TVリポーター - 杉山奈美枝、Shelley Sweeney
- 中年女 - 高橋かすみ
- 徳田 - 河原さぶ

### スタッフ
- 脚本：中村樹基
- 演出：星護

## 13番目の客
会社を経営している謙一郎（草彅）は車で次の現場に向かう途中で見つけた古い床屋に立ち寄る。髪を切ってもらい、店を出ようとするが何故か出られない。話を聞くとこの店は13人の美容師で成り立っており「月に1人客が来て、その客を一番の古株の従業員が切って卒業、客が新しく従業員となる」店で、何よりも規律を重視していた。それを聞いた謙一郎は反抗、店の規律を一切守らず、食事も与えてもらえない。心身共に弱っていく主人公に先輩店員の孝（二瓶）が「我々のパンを彼に分け与えるのは規律違反に当たるのか？」と提案、ようやく食事にありつけた主人公は規律の重要さと自身の運命を理解する。そして先輩店員を見送って数ヵ月後、主人公が卒業する日がやって来た。

### キャスト
- 本田謙一郎 - 草彅剛
- 野上常男 - 並樹史朗
- 吉川満 - 大河内浩
- 久保孝 - 二瓶鮫一
- 小野義己 - 河野洋一郎
- 田口弘 - 青山吉良
- 安岡和博 - 棚橋ナッツ
- 佐々木次郎 - 佐々木和也
- 林邦雄 - 戸田昌宏
- 武村良和 - 江良潤
- 塩原貴弘 - 田鍋謙一郎
- 後藤大輔 - 伊藤大起
- 山本政信 - 浜幸一郎
- 新田有紀夫 - 大西武志
- 大久保礼司 - 澤山雄次
- 中村剛史 - 岡島博
- 萩原崇 - 法福法彦
- 兼賀月太 - 渓太
- 松岡孝典 - みやづ康彦
- 楢崎清一 - 大杉漣

### スタッフ
- 脚本：深谷仁一、落合正幸
- 演出：落合正幸

## BLACK ROOM
久しぶりに実家に帰省したナオキ（木村）だが、両親（樹木・志賀）の様子がおかしい。それどころか家の様子がおかしく、真っ暗だった。主人公が問いただしても「リフォームした」の一点張りで全く意に介してもらえない。

### キャスト
- 湯ノ本ナオキ - 木村拓哉
- 湯ノ本カズコ - 樹木希林
- 湯ノ本カズオ - 志賀廣太郎
- 湯ノ本マサコ - 我修院達也
- 9歳のナオキ - 松井蘭丸
- 美少女 - 長澤瞳

### スタッフ
- 脚本・演出：石井克人
- プロデュース：谷口宏幸（東北新社）

## 僕は旅をする
- 主演 - 稲垣吾郎

## オトナ受験
彼女の由香（広末）と映画を見に来た洋二（中居）は突然免許の提示を求められる。困惑しながらも運転免許証を見せるとそのまま拘束、謎の施設に収容されてしまった。同室の高橋（近藤）によると「最近大人による子供っぽい犯罪や行動が増えたため、国が法でしっかりと線引きをしようとした」としてオトナ免許が大人には必要になったのだと言う。半信半疑だった洋二だが、「子供とは付き合えない」と由香から振られて本気で免許取得に取り組む。一方「どうしても家族に会いたい」と高橋が施設から脱走した。試験を受け続けた洋二はいよいよ最終試験に突入、しかしそこには高橋が捕まっていた。最終試験の題目は「大人としてこの男をどう処断すべきか」。もし洋二が断罪すれば、高橋は永久に大人になる資格を失う「永久子供」の烙印を押されることになる。

### キャスト
- 相良洋二 - 中居正広
- 南由香 - 広末涼子
- 教官 - 山田明郷、野仲イサオ、宍戸美和公、六角精児
- 映画館窓口 - 広岡由里子
- 係員（古川勝） - 伊藤正之
- 警官 - 問田憲輔
- 女子行員 - 田代直子
- 若い女 - 平岩紙
- オトコ教官 - 横山尚之
- 強盗 - 重見成人
- オペレーター - みほこ、八嶋麻実、水谷悦子
- 娘 - 松村奈緒
- アナウンス - 二木静美
- 高橋 - 近藤芳正

### スタッフ
- 原作：星野光浩「大人免許」（『ショートショートの広場7 星新一編』所収 / 講談社)
- 脚本：大野敏哉
- 演出：河毛俊作

## スタッフ
- 企画：石原隆、平賀公泰
- 脚本協力：中村義洋
- 音楽：蓜島邦明
- 「BLACK ROOM」
  - 撮影：松島孝助
  - 音楽：ジェームス下地
  - プロデューサー：谷口宏幸
- 演出補：鎌田敏明、八木一介、山本一男
- プロデューサー補：渡辺直美
- 協力プロデューサー：岩田祐二
- プロデューサー：稲田秀樹
- 制作協力：東北新社
- 制作著作：フジテレビ、共同テレビ

## 各話リスト
| 話数  | サブタイトル | 脚本              | 演出       | 主演     | 原作     | 視聴率 |
| ----- | ------------ | ----------------- | ---------- | -------- | -------- | ------ |
| 第1話 | エキストラ   | 中村樹基          | 星護       | 香取慎吾 | -        | 22.7%  |
| 第2話 | 13番目の客   | 深谷仁一 落合正幸 | 落合正幸   | 草彅剛   | -        | 22.7%  |
| 第3話 | BLACK ROOM   | 石井克人          | 石井克人   | 木村拓哉 | -        | 22.7%  |
| 第4話 | 僕は旅をする | 佐藤嗣麻子        | 佐藤嗣麻子 | 稲垣吾郎 | 今市子   | 22.7%  |
| 第5話 | オトナ受験   | 大野敏哉          | 河毛俊作   | 中居正広 | 星野光浩 | 22.7%  |